# Guillaume Lacroix (homme politique, 1976)
Pour les articles homonymes, voir Guillaume Lacroix.
Guillaume Lacroix, né le 11 février 1976 à Bourg-en-Bresse (Ain), est un homme politique français. Élu président du Parti radical de gauche (PRG) en 2019, il entre au conseil régional d'Auvergne-Rhône-Alpes en 2021, où il prend la présidence du groupe PRG dans l'opposition.

## Formation et carrière professionnelle
Originaire de Saint-Didier-sur-Chalaronne (Ain), Guillaume Lacroix est titulaire d'un DEA de droit communautaire obtenu à l’université Lyon III. En 2000, il remporte le concours René Cassin et devient stagiaire à la Commission européenne jusqu'en 2001. Chargé d'enseignement à Lyon III jusqu'en 2004, il entre ensuite au conseil régional de Rhône-Alpes avant d'intégrer le cabinet du Premier ministre Manuel Valls en 2015 comme conseiller puis comme chef du pôle décentralisation et aménagement du territoire. Il poursuit ses fonctions avec Bernard Cazeneuve jusqu'en janvier 2017. Depuis le 4 janvier 2017, il est conseiller référendaire à la Cour des comptes.

## Parcours politique

### Mandats locaux
Guillaume Lacroix commence son engagement politique à 18 ans au Parti radical de gauche. Il est élu pour la première fois à 25 ans conseiller municipal d’opposition à Bourg-en-Bresse (Ain). En 2008, il est élu dans sa commune sur la liste majoritaire et devient adjoint au maire chargé de la culture et des relations internationales. Lors des élections cantonales de 2008, il est élu conseiller général du canton Bourg-Nord-Centre et devient le benjamin de l’assemblée départementale dont il présidera le groupe majoritaire. Il occupe le poste de vice-président du conseil général de l’Ain chargé de l’économie, de l’agriculture, des aides aux communes et de l’administration générale de 2008 à 2015. Il est réélu aux élections municipales de Bourg-en-Bresse en 2014 et devient vice-président à Bourg-en-Bresse Agglomération chargé des finances, poste qu’il quitte en 2017 pour raison professionnelle.

### Engagement au Parti radical de gauche
Guillaume Lacroix adhère en 1994 au Mouvement des radicaux de gauche (MRG), qui devient par la suite Radical, le Parti radical-socialiste (PRS) puis le Parti radical de gauche (PRG).
En 2011, il co-dirige la campagne des primaires citoyennes pour le président du PRG, Jean-Michel Baylet. Il devient ensuite secrétaire général du PRG en 2012 puis 1er vice-président en 2016. 
Après une tentative avortée de rapprochement entre le PRG et le Parti radical valoisien, le PRG reprend son autonomie le 6 février 2019, date à laquelle Guillaume Lacroix succède à Sylvia Pinel à la tête du PRG,. Le 21 septembre 2019, lors d'une convention du parti, il est élu à la tête du PRG, le centre gauche, nouvelle dénomination du parti.
Pour les élections européennes de 2024, il est en tête de la liste « Europe Territoires Écologie » (ETE) d'alliance entre le PRG, R&PS et Volt France.

## Mandats

### Mandats en cours
- Depuis le 2 juillet 2021 : conseiller régional d'Auvergne-Rhône-Alpes.

### Anciens mandats
- 2014-2017 : vice-président de la communauté d'agglomération de Bourg-en-Bresse, chargé des finances.
- 2008-2015 : vice-président du conseil général puis départemental de l'Ain, chargé de l'économie, de l'agriculture, des aides aux communes et de l'administration générale.
- 2008-2017 : adjoint au maire de Bourg-en-Bresse, chargé de la culture et des relations internationales.
- 2001-2008 : conseiller municipal de Bourg-en-Bresse.